# Куп пет нација 1982.
Куп пет нација 1982. (службени назив: 1982 Five Nations Championship) је било 88. издање овог најелитнијег репрезентативног рагби такмичења Старог континента. а 53. издање Купа пет нација.
Прво место је освојила Ирска.

## Учесници
Напомена:
Северна Ирска и Република Ирска наступају заједно.
|   | Селекција                      | Стадион                             | Селектор    |
| - | ------------------------------ | ----------------------------------- | ----------- |
| 1 | Рагби репрезентација Француске | Парк принчева, Париз (48 718)       | Жак Фури    |
| 2 | Рагби репрезентација Енглеске  | Стадион Твикенам, Лондон (82 000)   | Мајк Дејвис |
| 3 | Рагби репрезентација Шкотске   | Стадион Марифилд, Единбург (67 144) | Дерик Грант |
| 4 | Рагби репрезентација Велса     | Кардиф армс парк, Кардиф (65 000)   | Џон Љојд    |
| 5 | Рагби репрезентација Ирске     | Ленсдаун роуд, Даблин (48 000)      | Том Кирнан  |

## Табела
|   | Селекција                      | ИГ | Д | Н | И | ПД | ПП | ПР  | Б |  |
| - | ------------------------------ | -- | - | - | - | -- | -- | --- | - |  |
| 1 | Рагби репрезентација Ирске     | 4  | 3 | 0 | 1 | 66 | 61 | +5  | 6 |  |
| 2 | Рагби репрезентација Енглеске  | 4  | 2 | 1 | 1 | 68 | 47 | +21 | 5 |  |
| 2 | Рагби репрезентација Шкотске   | 4  | 2 | 1 | 1 | 68 | 47 | +21 | 5 |  |
| 4 | Рагби репрезентација Француске | 4  | 1 | 0 | 3 | 56 | 74 | -18 | 2 |  |
| 4 | Рагби репрезентација Велса     | 4  | 1 | 0 | 3 | 59 | 83 | -24 | 2 |  |

## Индивидуална стастика
Највише поена
- Оли Кембел 52, Ирска

Највише есеја
- Патрик Есеве 5, Француска